# Calyptotheca acutirostris
Calyptotheca acutirostris is een mosdiertjessoort uit de familie van de Lanceoporidae. De wetenschappelijke naam van de soort is, als Emballotheca acutirostris, voor het eerst geldig gepubliceerd in 1929 door Ferdinand Canu en Ray Smith Bassler.